# Opuntia aciculata

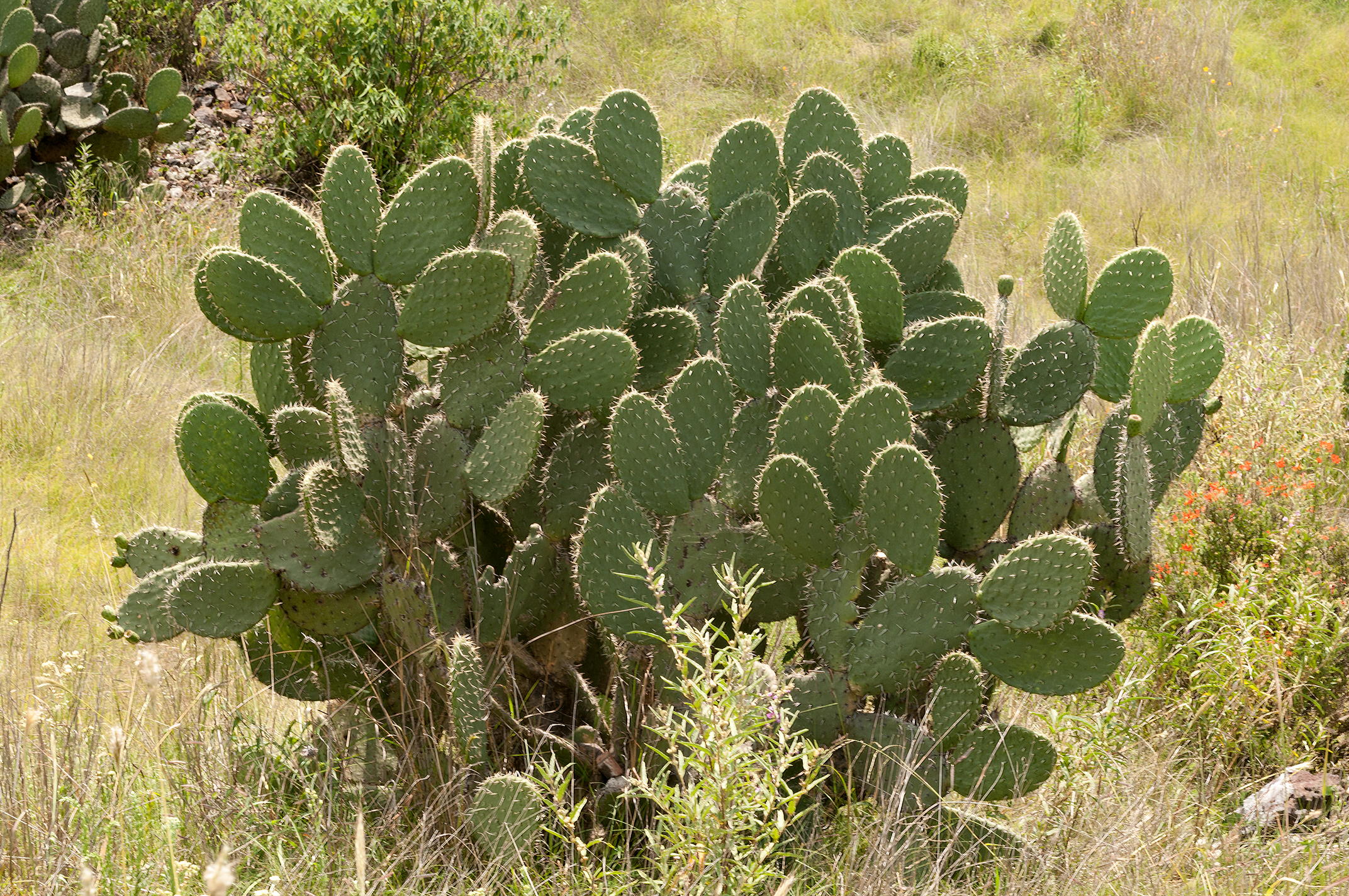
Über 2 Meter hohe Pflanze im Hochland von Mexiko

Opuntia aciculata ist eine Pflanzenart in der Gattung der Opuntien (Opuntia) aus der Familie der Kakteengewächse (Cactaceae). Das Artepitheton aciculata stammt aus dem Lateinischen und bedeutet ‚mit kleinen Nadeln bedeckt‘.

## Beschreibung
Opuntia aciculata wächst niedrig strauchig mit niederliegenden Zweigen und erreicht Wuchshöhen von bis zu 1 Meter und mehr sowie Durchmesser von oft bis zu 3 Meter und mehr. Die leuchtend dunkelgrünen, verkehrt eiförmigen Triebabschnitte sind an ihrer Spitze gerundet. Sie sind 12 bis 20 Zentimeter lang. Die darauf befindlichen Blattrudimente sind pfriemlich. Die runden Areolen stehen weit voneinander entfernt. Ihre zahlreichen Glochiden sind dunkelrot und 3 bis 12 Millimeter lang. Die ein bis drei, häufig fehlenden oder nur an den Areolen an den Rändern der Triebsegmente vorhandenen Dornen sind nadelig, dünn und manchmal etwas zurückgebogen. Sie sind gelblich mit einer dunkleren Basis und 3 bis 5,5 Zentimetern lang
Die gelben Blüten erreichen Durchmesser von 8 bis 10 Zentimeter. Die ellipsoiden oder breit birnenförmigen Früchte sind dunkel rötlich purpurfarben.

## Verbreitung, Systematik und Gefährdung
Opuntia aciculata ist in den Vereinigten Staaten im Bundesstaat Texas sowie in den mexikanischen Bundesstaaten Tamaulipas und Nuevo León verbreitet.
Die Erstbeschreibung erfolgte 1916 durch David Griffiths. Nomenklatorische Synonyme sind Opuntia engelmannii var. aciculata (Griffiths) D.Weniger (1969), Opuntia engelmannii var. aciculata (Griffiths) Bravo (1974), Opuntia lindheimeri var. aciculata (Griffiths) Bravo (1974) und Opuntia engelmannii subsp. aciculata (Griffiths) U.Guzmán & Mandujano (2003).
In der Roten Liste gefährdeter Arten der IUCN wird die Art als „Data Deficient (DD)“, d. h. mit keinen ausreichenden Daten geführt. Die Entwicklung der Populationen wird als stabil angesehen.

## Nachweise